# Gamerki Małe
Gamerki Małe (dawniej niem. Klein Gemmeren) – wieś warmińska w Polsce, położona w województwie warmińsko-mazurskim, w powiecie olsztyńskim, w gminie Jonkowo. W latach 1975–1998 miejscowość administracyjnie należała do województwa olsztyńskiego.
Pomiędzy Gamerkami Małymi a Wielkimi znajduje się Jezioro Gamerskie (Gamerki/Gamry).
We wsi znajduje się przydrożna kapliczka warmińska. Miejscowość wchodzi w skład sołectwa Gamerki Wielkie. 
Przez wieś przebiega droga powiatowa nr 1203N Wilnowo – Mostkowo- Jonkowo – Gutkowo.

## Historia
Wieś została założona w drugiej połowie XIV wiek na prawie pruskim. Przywilej lokacyjny wystawiony został 29 czerwca 1355 r. w Melzaku przez kapitułę warmińską. Prusowie (bracie) Lodwiko i Petro otrzymali 8 włók na założenie wsi nad jeziorem zwanym Gymmer.